# Museu Nacional de San Martino

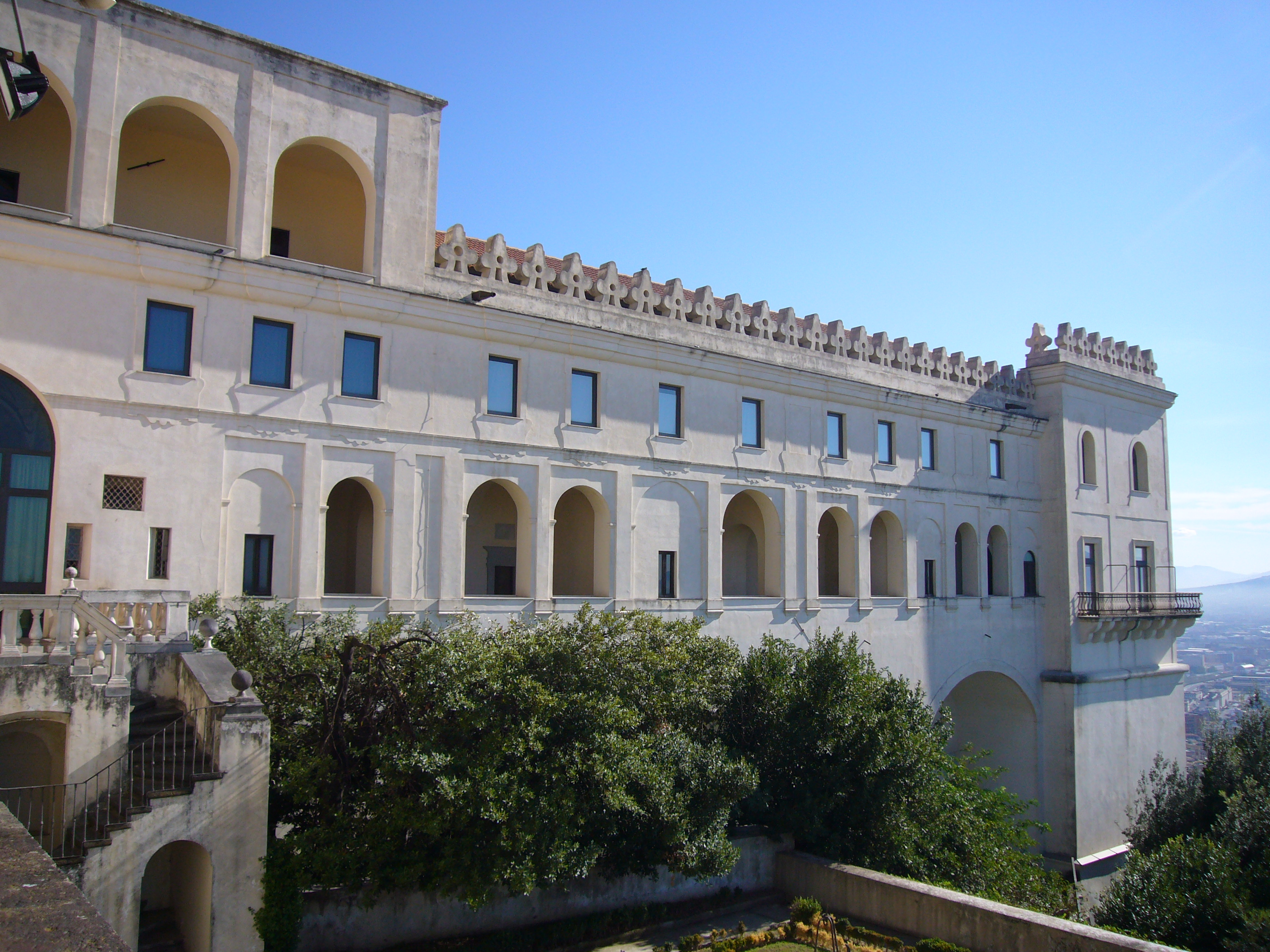
Foto da fachada do Museu nacional de San Martino

O Museu Nacional de San Martino é um museu que abriu ao público em Nápoles em 1866, após a unificação da Itália; foi declarado monumento nacional.
Por vontade do arqueólogo napolitano Giuseppe Fiorelli, as salas foram destinadas a colectar num museu evidências da vida de Nápoles e dos reinos do sul (Reino de Nápoles e Reino da Sicília primeiro e o Reino das Duas Sicílias depois). O museu, que se estende por dois andares, pode ser acedido a partir de dois claustros.